# Josef Huber (Politiker, 1860)
Josef Huber (* 28. Februar 1860 in Oggersheim; † 23. Januar 1940 in Ludwigshafen am Rhein) war ein deutscher Politiker (SPD).

## Leben und Beruf
Josef Huber war der Sohn eines Briefträgers. In Oggersheim besuchte er in den Jahren 1866 bis 1873 die Volksschule und anschließend bis 1876 die Sonntagsschule. Danach absolvierte er eine Lehre als Schriftsetzer und war anschließend als Gehilfe in Mannheim und Frankenthal tätig. Er bereiste ab dem Jahr 1880 Deutschland, die Schweiz, Dänemark und Belgien und konditionierte in Olten (Schweiz), Leipzig, Dresden, Stettin, Marburg, Frankfurt am Main und Zürich. Aus Leipzig (1882) und Frankfurt a. M. (1887) wurde er aufgrund des Sozialistengesetzes ausgewiesen und in letzterer Stadt wegen Geheimbündelei mit vier Monaten Gefängnis bestraft. Ab Oktober 1887 besaß er in Ludwigshafen am Rhein ein Schreibwarengeschäft, ab 1893 war er dort Buchdruckereibesitzer und Verleger der Pfälzischen Freien Presse. Infolge Arbeitsüberhäufung veräußerte er das Geschäft am 1. Februar 1909.

## Politik
In den Jahren 1899 bis 1920 vertrat Huber die SPD im Stadtrat von Ludwigshafen am Rhein. Von 1899 bis 1920 war er Abgeordneter im Bayerischen Landtag und von 1909 bis 1912 gehörte er dem Deutschen Reichstag für den Wahlkreis Pfalz 2 (Landau, Neustadt an der Haardt) an. In den Jahren 1891 bis 1933 war er Mitglied des Gau- bzw. Bezirksvorstandes und von 1920 bis 1933 Bezirksparteisekretär der SPD für die Pfalz.